# Lee
Lee（リー、1998年10月9日 - ）は、日本のアイドル・タレントである。千葉県出身。

## 人物
- イケメン女子グループTHE HOOPERSとAXELLの元メンバーで、ロック系男装アイドルael-アエル-のメンバー。ael-アエル-での名前は雫月Lee。イメージカラーは緋色。
- ダンスが得意でael-アエル-の他、ラルムーン(津野美里/元THE HOOPERS つばさ在籍)のダンスの振り付けをしている。

## 来歴
2013年 - 2014年
- 2013年秋 - 2014年冬にかけて風男塾弟分オーディションが開催され約5000人の中から合格する。

- 2014年5月2日、インターネットテレビ『イケスタ』において初お披露目され、AXELLのメンバー、Leeとして活動することが発表された。

2017年
- 6月24日、ニコファーレにおいて『ザ・フーパーズ 新体制初披露LIVE!!』が行われ新メンバーとして、THE HOOPERSに加入した。[2]

2018年
- 12月6日、SHOWROOMでの放送にてイケメン女子プロジェクト大改革を行うとしザ・フーパーズとしての活動は2019年1月25日のワンマンライブがラストになる事、AXELLとしての活動は2019年2月3日のワンマンライブがラストになる事が発表された。[3]

2019年
- 1月25日、神田明神ホールにおいて、ザ・フーパーズラストライブ『FINAL FANTASIA〜愛の全部、For You!』が行われ、ザ・フーパーズとしての活動は終了となった。[4]
- 2月3日、代官山LOOPで行われたラストライブをもってAXELLとしての活動は終了となった。
- 3月1日、芸能界唯一無二の男装アイドルプロジェクト「dreamBoat」が発足され、新ユニット『ael-アエル-』の雫月Leeとして活動することが発表された。

2023年
- 11月6日、個人Xにおいて2024年2月をもって芸能活動終了を報告。[5]
- 12月18日、最初で最後のソロイベントとして2024年2月25日に東京カルチャーカルチャーでのイベント開催を発表。[6]

2024年
- 2月29日、自身のXにて2024年2月29日をもってケイダッシュステージを退所したことを報告。[7]

## 出演
- THE HOOPERS・AXELL・ael-アエル-としての出演は各ページを参照

### イベント
2019年
- 11月11日「夏向＆Leeの「カナタリ」Vol.1」会場：STELLAMAP Cafe
- 12月27日「夏向&Leeの「カナタリ」Vol.2」会場:ユナイテッド　ラウンジ

2020年
- 1月20日「夏向&Leeの「カナタリ」Vol.3」会場:ソフマップAKIBA④号店アミューズメント館8F(ゲスト:星波)
- 2月26日「2020年 #千知ファミリー大感謝祭！！」会場:東京カルチャーカルチャー
  - ゲスト出演

2024年
- 2月25日「金色と蜜柑と緋色のスイートピー」会場:東京カルチャーカルチャー